# آینه، آینه ۲: رقص کلاغ
آینه، آینه ۲: رقص کلاغ (به انگلیسی: Mirror, Mirror II: Raven Dance) فیلمی محصول سال ۱۹۹۴ و به کارگردانی جیمی لیفتون است. در این فیلم بازیگرانی همچون تریسی ولس، رادی مک‌داول، سالی کلرمن، ورونیکا کارترایت، مارک رافلو، لوئیس نتلتون، ویلیام ساندرسون و سارا داگلاس ایفای نقش کرده‌اند. این فیلم دنباله فیلم آینه، آینه است.قسمت سوم این فیلم آینه، آینه ۳: چشم‌چران نام دارد.